# 1941년
1941년은 수요일로 시작하는 평년이다.

## 연호
- 대한민국 임시정부(大韓民國 臨時政府) 대한민국(大韓民國) 23년
- 중화민국(中華民國) 민국(民國) 30년
- 만주국(滿州國) 강덕(康德) 8년
- 일본(日本) 쇼와(昭和) 16년
- 응우옌 왕조(阮朝) 바오다이(保大) 16년

## 기년
- 만주국(滿洲國) 강덕제(康德帝) 10년
- 응우옌 왕조(阮朝) 보대제(保大帝) 16년

## 사건
- 1월 1일 - 중국 시안의 한국청년공작대가 대한광복군 제5지대로 편입
- 1월 20일 -  미국 대통령 프랭클린 D. 루스벨트, 셋째 임기 시작
- 1월 25일 - 조선총독부가 사상통제 목적으로 조선음악가협회 조직
- 2월 12일 - 일제가 조선사상범예방구금령 공포
- 2월 22일 - 조선미술가협회 조직
- 3월 2일 - 제2차 세계 대전: 불가리아가 추축국에 합류한 이후, 첫 번째 독일군 부대가 불가리아로 진주하다.
- 3월 8일 - 일제, 농업노무자 임금 전면 통제
- 3월 11일 - 제2차 세계 대전: 미국 프랭클린 D. 루스벨트 대통령이 무기대여법에 서명.
- 3월 15일 - 조선총독부, 학도정신대 조직 및 근로동원 실시되었다.
- 3월 25일 - 일제, 조선교육령 개정, 소학교를 국민학교로 개칭
- 3월 31일 - 일제, 국민학교규정 공포로 조선어 학습 폐지
- 4월 1일 - 평원선 개통, 일제가 생활필수물자통제령 공포시행
- 4월 5일 - 조선만화인협회 결성
- 4월 20일 - 하와이 호놀룰루에서 미주 각 한인단체 대표가 한족연합위원회 조직
- 4월 23일 - 조선불교 총본산으로 태고사 (조계사) 결정
- 5월 10일
  - 조선 전역에서 도의원선거 실시
  - 루돌프 헤스가 독단으로 영국으로 건너가 평화를 제안하는 체포되었고 그는 이후 종전 때까지 영국의 감옥에 갇히게 되다.
- 5월 20일 - 한국독립당 제1차 전당대회 개최
- 5월 21일 - 일제가 무역통제령 공포
- 6월 22일 - 나치 독일이 소련에게 선전포고, 작전명 바르바로사를 실행해 소련으로 치고 들어간다.
- 6월 23일 - 리투아니아 행동전선(Lithuanian Activist Front)이 소비에트 연방로부터 독립을 선포하다. 그러나 이 독립은 몇 주 후 독일군이 점령하면서 짧은 시간만 지속되었다.
- 6월 30일 - 한반도 남부 일대 호우로 경부선, 호남선 마비
- 7월 1일 - 한글 전보 폐지
- 7월 2일 - 조선영화협회 창립
- 7월 20일 - 조선잡곡배급통제규칙 공포
- 8월 - 보천교 사건 관련자 6명 사형 선고
- 8월 14일 - 제2차 세계 대전: 윈스턴 처칠과 프랭클린 D. 루스벨트 대통령이 뉴펀들랜드의 알겐티아 근처의 안전한 은둔처의 군함에 타서 비밀 회의 후, 대서양 헌장을 내다.
- 8월 26일 - 일제, 외국인의 조선 입국 제한
- 9월 3일 - 제2차 세계 대전: 독일, 아우슈비츠 수용소서 유대인 독가스 학살 시작
- 9월 8일 - 제2차 세계 대전: 독일이 소련의 레닌그라드에 대해 포위공격을 시작하다. 이 포위는 900여일간 계속되었다.
- 9월 14일 - 제2차 세계 대전: 나치 독일군, 소련 레닌그라드 교외로 진격(레닌그라드 공방전)
- 9월 16일 - 일제강점기: 조선 총독부, 중등이상의 학교 남녀학생들에게 학교총결대 결성 지시
- 9월 21일 - 일제, 국민개로운동을 조선 전역에 일제히 실시
- 9월 28일 - 만주국 조선 국경의 수풍댐이 영업 발전을 개시되었다.
- 10월 2일 - 제2차 세계 대전: 독일군, 모스크바 총공격 개시(모스크바 공방전)
- 10월 16일 - 일제, 전화통화 도수 및 통화시간 제한
- 10월 18일 - 도조 히데키가 일본의 총리에 취임.
- 11월 - 대한민국 임시정부가 미국 워싱턴에 구미외교위원회 설치
- 11월 15일 - 조선언론보국회 조직
- 11월 25일
  - 대한민국 임시정부 국무회의, 중국군사위원회가 제시한 한국광복군 행동준승 승인, 중국의 원조를 받는 대신 작전지휘권은 중국군이 장악토록 함
  - 대한민국 임시정부, 대한민국 건국강령 발표, 정치이념과 독립전쟁 준비를 천명
- 11월 26일 - 제2차 세계 대전: 미국 국무장관, 일본에 대륙침략에서 손을 떼도록 최후통첩을 내림.
- 11월 26일 - 제2차 세계 대전: 야마모토 이소로쿠 대장 휘하의 일본 해군 연합함대가 진주만 공격을 위해 일본에서 출발.
- 12월 7일 - 제2차 세계 대전: 태평양 전쟁.
- 12월 8일
  - 제2차 세계 대전: 미국과 영국이 일본 제국에 선전포고
  - 조선 내 미국 및 외국인 신부와 교구장 67명, 일본 경찰에 검거
- 12월 10일 - 대한민국 임시정부, 대일 선전포고.
- 12월 23일 - 조선연극협회 결성
- 12월 25일 - 제2차 세계 대전: 일본군, 영국령 홍콩 점령
- 이란의 샤 레자 팔레비가 퇴위하고 모하마드 레자 팔레비가 왕위를 계승하다.

## 탄생

### 1월
- 1월 1일 - 영국의 생물학자 마틴 에번스.
- 1월 5일 - 일본의 애니메이션 감독 미야자키 하야오.
- 1월 8일
  - 잉글랜드의 희극인, 배우 그레이엄 채프먼. (~1989년)
  - 대한민국의 교육자 김규진.
- 1월 9일 - 미국의 가수, 인권 운동가 존 바에즈.
- 1월 11일
  - 대한민국의 기업인 이중근.
  - 일본의 배우 오오이데 슌.
- 1월 14일
  - 미국의 배우 페이 더너웨이.
  - 에스파냐의 테너 플라시도 도밍고.
- 1월 15일 - 중화민국의 정치인 스밍더. (~2024년)
- 1월 19일 - 대한민국의 교수, 과학자 성용길.
- 1월 21일 - 미국의 문학 평론가, 페미니스트, 시사 평론가 일레인 쇼월터.
- 1월 29일
  - 대한민국의 기업인 박영주. (~2023년)
  - 미국의 시인, 작가, 정치 이론 및 활동가, 언론인, 강사 로빈 모건.
- 1월 30일
  - 대한민국의 바둑 기사 강문철. (~1997년)
  - 미국의 정치인 딕 체니.
- 1월 31일 - 미국의 영화배우 제시카 월터. (~2021년)

### 2월
- 2월 1일
  - 대한민국의 국회의원 신낙균.
  - 대한민국의 건축가 이수형. (~2022년)
- 2월 2일 - 대한민국의 기업인, 정치인 정종득. (~2024년)
- 2월 4일 - 대한민국의 시인 김지하. (~2022년)
- 2월 6일 - 대한민국의 기업인 손길승.
- 2월 8일
  - 대한민국의 배우 강부자.
  - 대한민국의 행정학자 안병만. (~2022년)
- 2월 10일
  - 대한민국의 야구 감독 이재환. (~2022년)
  - 잉글랜드의 영화 감독 마이클 앱티드. (~2021년)
- 2월 11일
  - 대한민국의 기업인, 종교인 유병언. (~2014년)
  - 대한민국의 소설가 현기영.
  - 브라질의 음악가 세르지우 멘지스. (~2024년)
- 2월 12일 - 대한민국 검사,법조인, 제18대 국회의원, 정치인 신건.
- 2월 14일 - 대한민국의 정치인 박정희.
- 2월 15일 - 대한민국의 배우 신귀식.
- 2월 16일 - 조선민주주의인민공화국의 국방위원장 김정일.  (~2011년)
- 2월 20일 - 대한민국의 배우 출신 정치인 홍성우. (~2021년)
- 2월 24일 - 대한민국의 정치인 김찬진.

### 3월
- 3월 1일 - 대한민국의 배우 주현.
- 3월 3일
  - 대한민국의 법조인 안동수.
  - 대한민국의 성우 이두화. (~ 2021년.)
- 3월 6일 - 독일의 클라리넷 연주자 페터 브뢰츠만. (~2023년)
- 3월 9일 - 대한민국 정치인 김덕규.  (~2020년)
- 3월 11일 - 대한민국의 정치인 이훈. (~2024년)
- 3월 14일 - 독일의 영화 감독 볼프강 페테르젠. (~2022년)
- 3월 15일 - 일본의 국제정치학자, 전 외교관, 정치인 모리모토 사토시.
- 3월 16일 - 이탈리아의 영화 감독 베르나르도 베르톨루치. (~2018년)
- 3월 17일 - 미국의 가수 폴 캔트너. (~2016년)
- 3월 18일 - 대한민국의 바둑기사 권경언. (~2022년)
- 3월 22일 - 스위스의 배우 브루노 간츠.
- 3월 25일 - 대한민국의 정치인, 제11·12·13·14대 국회의원 박재홍.
- 3월 26일 - 영국의 동물행동학자 리처드 도킨스.
- 3월 28일 - 독일의 배우 롤프 차허. (~2018년)
- 3월 29일 - 이탈리아의 언어학자 레나토 코르세티. (~2025년)

### 4월
- 4월 7일 - 대한민국의 국회의원 심대평.
- 4월 8일 - 잉글랜드의 패션디자이너 비비안 웨스트우드. (~2022년)
- 4월 12일
  - 대한민국의 소설가 이문구. (~2003년)
  - 영국의 축구 선수, 축구 감독 보비 무어.  (~1993년)
- 4월 14일
  - 미국의 배우 줄리 크리스티.
  - 미국의 야구 선수, 야구 감독 피트 로즈. (~2024년)
- 4월 15일 - 대한민국의 생물학자, 조류학자 윤무부.
- 4월 16일 - 대한민국의 정치인 이광길.
- 4월 18일 - 대한민국의 만화가 애니메이션감독 김청기.
- 4월 19일 - 대한민국의 정치인 박병윤. (~2022년)
- 4월 20일 - 미국의 배우 라이언 오닐. (~2023년)
- 4월 23일 - 미국의 프로그래머 레이 톰린슨. (~2016년)
- 4월 24일 - 오스트레일리아의 기타리스트 존 윌리엄스.
- 4월 25일
  - 대한민국의 영화배우 바비 킴.
  - 프랑스의 영화 감독 베르트랑 타베르니에. (~2021년)
- 4월 27일
  - 대한민국의 법조인, 정치인 신기하. (~1997년)
  - 튀르키예의 반체제자, 평화 운동가 펫훌라흐 귈렌. (~2024년)
- 4월 28일
  - 스웨덴, 미국의 가수, 배우 앤 마그릿.
  - 미국의 노벨화학상, 화학자 칼 배리 샤플리스.

### 5월
- 5월 2일 - 대한민국의 배우 이호재.
- 5월 6일 - 유고슬라비아의 축구 선수 이비차 오심 (~2022년)
- 5월 11일 - 미국의 싱어송라이터 및 영화배우 에릭 버든.
- 5월 12일 - 대한민국의 방송 작가 박정란.
- 5월 13일 - 대한민국의 배우 김성겸.
- 5월 14일 - 대한민국의 정치인 임채청.
- 5월 18일 - 미국의 영화배우 다이안 맥베인. (~2022년)
- 5월 19일 - 미국의 시나리오 작가 겸 영화 감독 노라 에프런. (~2012년)
- 5월 24일 - 미국의 가수, 기타리스트 밥 딜런.
- 5월 27일 - 대한민국의 교육자 고승희
- 5월 29일 - 대한민국의 정치인 강금식.

### 6월
- 6월 2일 - 잉글랜드의 드럼 연주자, 롤링 스톤스의 멤버 찰리 와츠. (~2021년)
- 6월 5일
  - 대한민국의 정치인 김유진. (~2024년)
  - 아르헨티나의 피아니스트 마르타 아르헤리치.
  - 미국의 기업인 로버트 크래프트.
- 6월 6일 - 대한민국의 정치인 안의종. (~2023년)
- 6월 8일 - 오스트레일리아의 추기경 조지 펠. (~2023년)
- 6월 12일- 미국의 재즈 키보디스트 칙 코리아. (~2021년)
- 6월 21일 - 미국의 영화배우, 성우 조 플래허티. (~2024년)
- 6월 25일 - 대한민국의 기업인 지혁.
- 6월 27일
  - 일본계 미국 정치인 마이크 혼다.
  - 폴란드의 영화감독 크쥐시토프 키에슬로프스키. (~1996년)
- 6월 29일 - 일본의 배우, 가수 바이쇼 치에코.

### 7월
- 7월 1일 - 대한민국의 기업인, 정치인 박주천. (~2006년)
- 7월 4일 - 일본의 전 축구 선수 스기야마 류이치.
- 7월 6일 - 영국의 언어학자 데이비드 크리스털.
- 7월 13일
  - 대한민국의 만화가 윤준환. (~2024년)
  - 미국의 영화배우 로버트 포스터. (~2019년)
- 7월 15일
  - 중국의 정치가, 전국인민대표대회 상무위원장 우방궈.
  - 대한민국의 언론인 최청림. (~2016년)
- 7월 17일 - 일본의 전 야구 선수, 현 야구 지도자 다카기 모리미치. (~2020년)
- 7월 19일 - 미국의 가수 겸 뮤지컬 배우 비키 카.
- 7월 20일 - 독일의 배우, 의상 디자이너 쿠르트 라프. (~1988년)
- 7월 23일
  - 프랑스의 생물물리학자 피에르 아고스티니.
  - 이탈리아의 12대 대통령 세르조 마타렐라.
- 7월 24일 - 중화인민공화국의 정치인 우방궈. (~2024년)
- 7월 28일 - 대한민국의 음향 연출가 김벌래. (~2018년)
- 7월 29일 - 잉글랜드의 영화배우 데이비드 워너. (~2022년)
- 7월 30일 - 미국의 싱어송라이터 폴 앵카.

### 8월
- 8월 3일 - 나미비아의 정치인 하게 게인고브. (~2024년)
- 8월 8일 - 미국의 영화배우 얼 보엔. (~2023년)
- 8월 10일 - 프랑스의 연쇄 살인자 마르셀 바르보.
- 8월 14일 - 미국의 가수 데이비드 크로스비. (~2023년)
- 8월 15일 - 대한민국의 국회의원 구창림. (~2017년)
- 8월 18일 - 대한민국의 정치인 김수일.
- 8월 19일 - 대한민국의 만화가 이정문.
- 8월 20일
  - 대한민국의 기업인 정승환. (~2025년)
  - 세르비아의 정치인 슬로보단 밀로셰비치. (~2006년)
- 8월 21일 - 미국의 싱어송라이터 재키 데샤논.
- 8월 23일
  - 대한민국의 사상가, 대학 교수 신영복. (~2016년)
  - 영국의 기업인 필 가트사이드. (~2016년)
- 8월 30일 - 대한제국의 황손 이석.

### 9월
- 9월 1일 - 대한민국의 전 교수 이경아.
- 9월 8일 - 미국의 정치인, 사회주의자 버니 샌더스.
- 9월 9일 - 컴퓨터 과학자 데니스 리치. (~2011년)
- 9월 10일
  - 대한민국의 정치인 유삼남.
  - 미국의 고생물학자 스티븐 제이 굴드. (~2002년)
- 9월 13일- 일본의 건축가 안도 다다오.
- 9월 15일 - 헝가리의 전 축구 선수 얼베르트 플로리안.  (~2011년)
- 9월 18일 - 영국의 전 축구 선수, 축구 감독 보비 탬블링.
- 9월 19일 - 이탈리아의 정치인 로베르토 마로니. (~2022년)
- 9월 27일
  - 일본의 야구 선수 이노우에 요시오. (~2019년)
  - 이탈리아의 배우 마리안젤라 멜라토. (~2013년)

### 10월
- 10월 3일 - 미국의 가수 처비 체커.
- 10월 4일 - 미국의 소설가 앤 라이스. (~2021년)
- 10월 8일 - 미국의 정치인, 목사 제시 잭슨.
- 10월 10일 - 미국의 배우 피터 코요테.
- 10월 11일 - 미국의 영화감독 찰스 샤이어. (~2024년)
- 10월 13일 - 미국의 싱어송라이터 폴 사이먼 (사이먼 & 가펑클).
- 10월 18일 - 미국의 베이시스트 빌리 콕스.
- 10월 25일
  - 일본의 언론인 구로다 가쓰히로.
  - 대한민국의 배우 김혜자.
- 10월 30일
  - 대한민국의 가수 이미자.
  - 대한민국의 야구 선수 김성근.

### 11월
- 11월 1일 - 대한민국의 기업인 신준호.
- 11월 2일 - 대한민국의 배우 김진해. (~2005년)
- 11월 5일
  - 대한민국의 전 야구 선수, 야구 감독 박영길.
  - 대한민국의 정치인 권영길.
  - 미국의 싱어송라이터, 배우 아트 가펑클.
  - 일본의 애니메이션 감독, 소설가 토미노 요시유키.
- 11월 10일 - 라트비아의 영화배우 밀톤 곤칼베스. (~2022년)
- 11월 12일- 대한민국의 만화가 박수동.
- 11월 15일 - 대한민국의 만화가 김삼. (~2021년)
- 11월 19일 - 불가리아의 육상 선수 이반카 흐리스토바. (~2022년)
- 11월 21일 - 미국의 음악가 닥터 존. (~2019년)
- 11월 22일 - 대한민국의 배우 정진. (~2016년)
- 11월 27일 - 대한민국의 언론인 김주철. (~2024년)
- 11월 30일 - 대한민국의 배우 나문희.

### 12월
- 12월 2일 - 대한민국의 소설가 안정효. (~2023년)
- 12월 4일
  - 대한민국의 금융 출신 정치인 박태영. (~2004년)
  - 대한민국의 배우 한태일.
- 12월 5일 - 대한민국의 행정 출신 정치인 박진규.
- 12월 8일 - 영국의 전 축구 선수, 현 축구 감독 제프 허스트.
- 12월 13일 - 에스토니아의 배우 리나 오를로바.
- 12월 14일 - 대한민국의 정치인 이덕호.
- 12월 15일 - 대한민국의 기업인 이대봉. (~2024년)
- 12월 19일
  - 대한민국의 제17대 대통령 이명박.
  - 미국의 가수 모리스 화이트. (~2016년)
- 12월 21일 - 대한민국의 법조인, 국제사회지도자 송상현.
- 12월 24일 - 대한민국의 영화감독 이두용. (~2024년)
- 12월 25일 - 대한민국의 컴퓨터 과학자 김광식. (~1988년)
- 12월 28일 - 대한민국의 배우 태현실.
- 12월 31일 - 영국의 전 축구 선수, 현 축구 감독 알렉스 퍼거슨.

### 미상
- 대한민국의 가수 최숙자. (~2012년)
- 제2차 세계 대전 당시 폴란드군 소속 시리아불곰 보이테크. (~1963년)
- 미국의 급진적인 여성주의자 앤 코트.
- 대한민국의 배우 엄동환. (~2019년)
- 대한민국의 배우 김정철.
- 대한민국의 공무원 이충길.
- 일본의 역사학자 이노우에 히로시.
- 일본의 가수, 배우 이노우에 히로시. (~1985년)
- 일본의 외교관, 외무보도관 하시모토 히로시.

## 사망

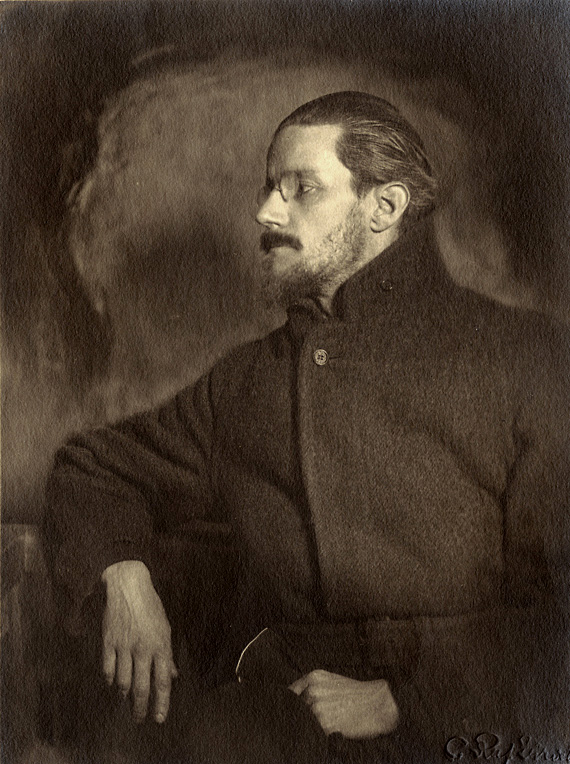
제임스 조이스

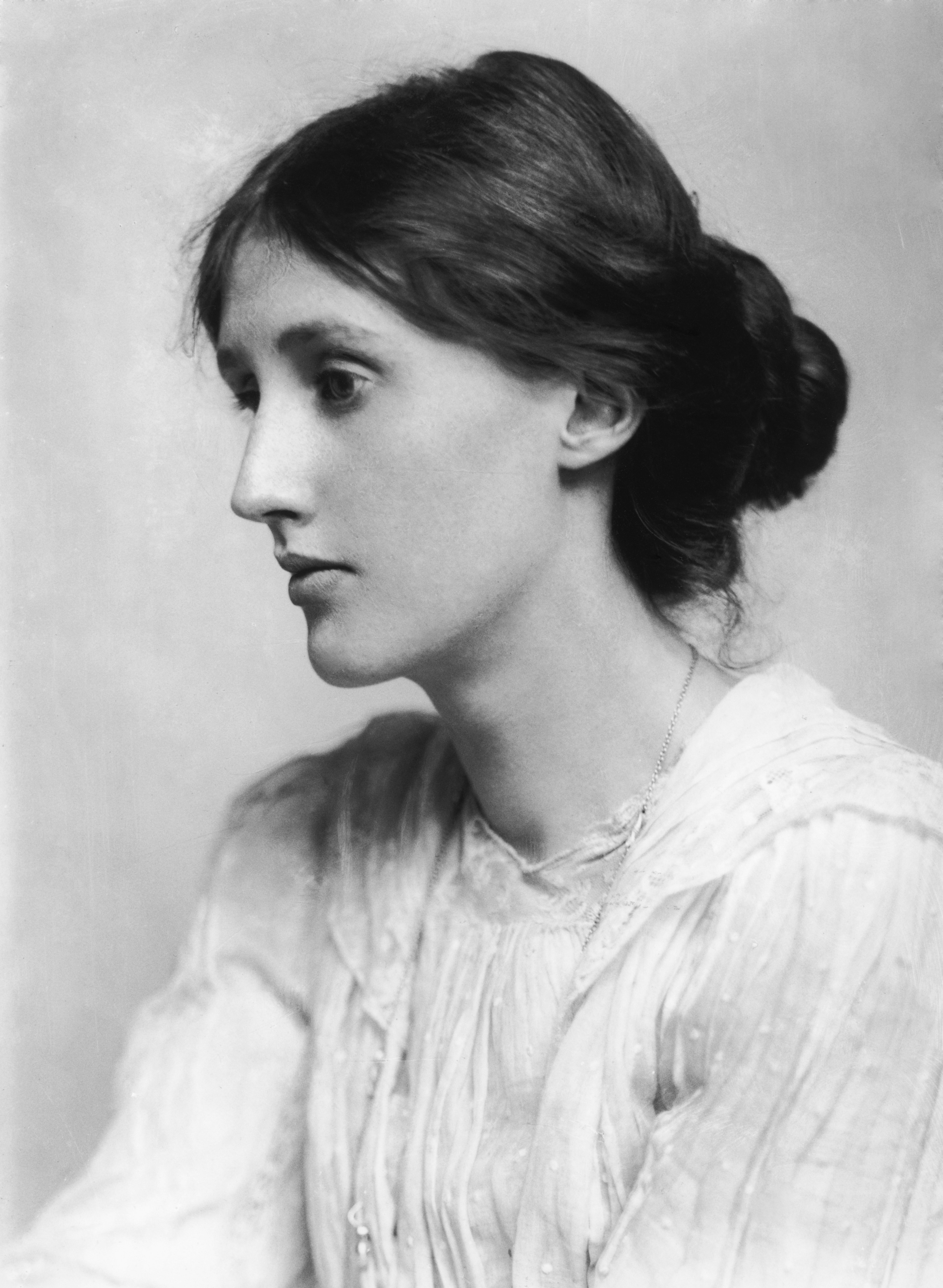
버지니아 울프

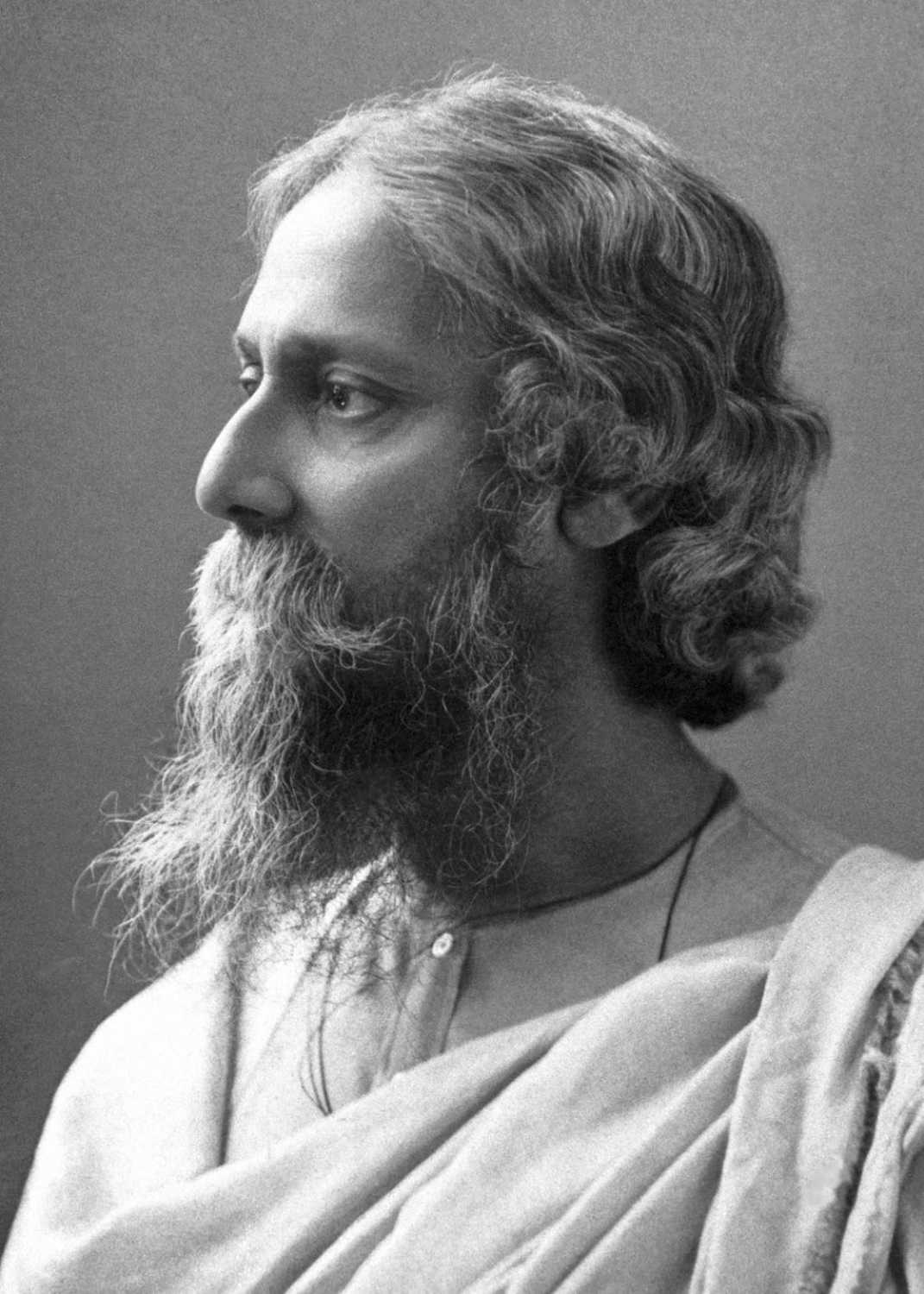
라빈드라나트 타고르

- 1월 13일 - 아일랜드의 문학가 제임스 조이스. (1882년~)
- 3월 17일 - 제2차 세계 대전 당시 독일의 잠수함 함장 요아힘 셰프케. (1912년~)
- 3월 28일 - 잉글랜드의 문학가 버지니아 울프. (1882년~)
- 6월 2일 - 미국의 야구 선수 루 게릭. (1903년~)
- 6월 4일 - 독일 제2제국의 3대 황제 빌헬름 2세. (1859년~)
- 7월 26일 - 프랑스의 수학자 앙리 르베그. (1875년~)
- 8월 7일 - 인도의 시인 라빈드라나트 타고르. (1861년~)
- 8월 30일 - 대한민국의 음악가 홍난파. (1898년~)
- 9월 1일 - 체코의 소설가 이르지 오르텐. (1919년~)
- 9월 9일 - 독일의 정치인, 기업인 카를 프리드리히 폰 지멘스. (1872년~)
- 9월 20일 - 우크라이나의 군인 미하일 키르포노스. (1892년~)
- 11월 6일 - 프랑스의 소설가 모리스 르블랑. (1864년~)
- 11월 22일 - 독일의 심리학자 쿠르트 코프카. (1886년~)
- 11월 29일 - 러시아의 시인 알리 쇼겐추코프. (1900년~)

## 달력
| 1월 |    |    |    |    |    |    |
| 일  | 월 | 화 | 수 | 목 | 금 | 토 |
|     |    |    | 1  | 2  | 3  | 4  |
| 5   | 6  | 7  | 8  | 9  | 10 | 11 |
| 12  | 13 | 14 | 15 | 16 | 17 | 18 |
| 19  | 20 | 21 | 22 | 23 | 24 | 25 |
| 26  | 27 | 28 | 29 | 30 | 31 |    |

| 2월 |    |    |    |    |    |    |
| 일  | 월 | 화 | 수 | 목 | 금 | 토 |
|     |    |    |    |    |    | 1  |
| 2   | 3  | 4  | 5  | 6  | 7  | 8  |
| 9   | 10 | 11 | 12 | 13 | 14 | 15 |
| 16  | 17 | 18 | 19 | 20 | 21 | 22 |
| 23  | 24 | 25 | 26 | 27 | 28 |    |

| 3월 |    |    |    |    |    |    |
| 일  | 월 | 화 | 수 | 목 | 금 | 토 |
|     |    |    |    |    |    | 1  |
| 2   | 3  | 4  | 5  | 6  | 7  | 8  |
| 9   | 10 | 11 | 12 | 13 | 14 | 15 |
| 16  | 17 | 18 | 19 | 20 | 21 | 22 |
| 23  | 24 | 25 | 26 | 27 | 28 | 29 |
| 30  | 31 |    |    |    |    |    |

| 4월 |    |    |    |    |    |    |
| 일  | 월 | 화 | 수 | 목 | 금 | 토 |
|     |    | 1  | 2  | 3  | 4  | 5  |
| 6   | 7  | 8  | 9  | 10 | 11 | 12 |
| 13  | 14 | 15 | 16 | 17 | 18 | 19 |
| 20  | 21 | 22 | 23 | 24 | 25 | 26 |
| 27  | 28 | 29 | 30 |    |    |    |

| 5월 |    |    |    |    |    |    |
| 일  | 월 | 화 | 수 | 목 | 금 | 토 |
|     |    |    |    | 1  | 2  | 3  |
| 4   | 5  | 6  | 7  | 8  | 9  | 10 |
| 11  | 12 | 13 | 14 | 15 | 16 | 17 |
| 18  | 19 | 20 | 21 | 22 | 23 | 24 |
| 25  | 26 | 27 | 28 | 29 | 30 | 31 |

| 6월 |    |    |    |    |    |    |
| 일  | 월 | 화 | 수 | 목 | 금 | 토 |
| 1   | 2  | 3  | 4  | 5  | 6  | 7  |
| 8   | 9  | 10 | 11 | 12 | 13 | 14 |
| 15  | 16 | 17 | 18 | 19 | 20 | 21 |
| 22  | 23 | 24 | 25 | 26 | 27 | 28 |
| 29  | 30 |    |    |    |    |    |

| 7월 |    |    |    |    |    |    |
| 일  | 월 | 화 | 수 | 목 | 금 | 토 |
|     |    | 1  | 2  | 3  | 4  | 5  |
| 6   | 7  | 8  | 9  | 10 | 11 | 12 |
| 13  | 14 | 15 | 16 | 17 | 18 | 19 |
| 20  | 21 | 22 | 23 | 24 | 25 | 26 |
| 27  | 28 | 29 | 30 | 31 |    |    |

| 8월 |    |    |    |    |    |    |
| 일  | 월 | 화 | 수 | 목 | 금 | 토 |
|     |    |    |    |    | 1  | 2  |
| 3   | 4  | 5  | 6  | 7  | 8  | 9  |
| 10  | 11 | 12 | 13 | 14 | 15 | 16 |
| 17  | 18 | 19 | 20 | 21 | 22 | 23 |
| 24  | 25 | 26 | 27 | 28 | 29 | 30 |
| 31  |    |    |    |    |    |    |

| 9월 |    |    |    |    |    |    |
| 일  | 월 | 화 | 수 | 목 | 금 | 토 |
|     | 1  | 2  | 3  | 4  | 5  | 6  |
| 7   | 8  | 9  | 10 | 11 | 12 | 13 |
| 14  | 15 | 16 | 17 | 18 | 19 | 20 |
| 21  | 22 | 23 | 24 | 25 | 26 | 27 |
| 28  | 29 | 30 |    |    |    |    |

| 10월 |    |    |    |    |    |    |
| 일   | 월 | 화 | 수 | 목 | 금 | 토 |
|      |    |    | 1  | 2  | 3  | 4  |
| 5    | 6  | 7  | 8  | 9  | 10 | 11 |
| 12   | 13 | 14 | 15 | 16 | 17 | 18 |
| 19   | 20 | 21 | 22 | 23 | 24 | 25 |
| 26   | 27 | 28 | 29 | 30 | 31 |    |

| 11월 |    |    |    |    |    |    |
| 일   | 월 | 화 | 수 | 목 | 금 | 토 |
|      |    |    |    |    |    | 1  |
| 2    | 3  | 4  | 5  | 6  | 7  | 8  |
| 9    | 10 | 11 | 12 | 13 | 14 | 15 |
| 16   | 17 | 18 | 19 | 20 | 21 | 22 |
| 23   | 24 | 25 | 26 | 27 | 28 | 29 |
| 30   |    |    |    |    |    |    |

| 12월 |    |    |    |    |    |    |
| 일   | 월 | 화 | 수 | 목 | 금 | 토 |
|      | 1  | 2  | 3  | 4  | 5  | 6  |
| 7    | 8  | 9  | 10 | 11 | 12 | 13 |
| 14   | 15 | 16 | 17 | 18 | 19 | 20 |
| 21   | 22 | 23 | 24 | 25 | 26 | 27 |
| 28   | 29 | 30 | 31 |    |    |    |

### 음양력 대조 일람
| 음력월 | 월건 | 대소 | 음력 1일의 양력 월일 | 음력 1일 간지 |
| ------ | ---- | ---- | -------------------- | ------------- |
| 1월    | 경인 | 대   | 1월 27일             | 을해          |
| 2월    | 신묘 | 대   | 2월 26일             | 을사          |
| 3월    | 임진 | 소   | 3월 28일             | 을해          |
| 4월    | 계사 | 대   | 4월 26일             | 갑진          |
| 5월    | 갑오 | 대   | 5월 26일             | 갑술          |
| 6월    | 을미 | 소   | 6월 25일             | 갑진          |
| 윤6월  |      | 대   | 7월 24일             | 계유          |
| 7월    | 병신 | 소   | 8월 23일             | 계묘          |
| 8월    | 정유 | 소   | 9월 21일             | 임신          |
| 9월    | 무술 | 대   | 10월 20일            | 신축          |
| 10월   | 기해 | 소   | 11월 19일            | 신미          |
| 11월   | 경자 | 대   | 12월 18일            | 경자          |
| 12월   | 신축 | 소   | 1942년 1월 17일      | 경오          |